# Tanza
Tanza (ehemals Sta. Cruz de Malabon) ist eine Stadtgemeinde in der philippinischen Provinz Cavite.
In Tanza legte Emilio Aguinaldo seinen Amtseid als erster Präsident der Revolutionsregierung der Philippinen ab. Tanza ist auch Heimatort von Felipe G. Calderon, dem Vater der ersten philippinischen Verfassung.

## Baranggays
Tanza ist politisch in 41 Baranggays unterteilt.
| - Amaya I - Bagtas - Biga - Biwas - Bucal - Bunga - Calibuyo - Capipisa - Daang Amaya I - Halayhay - Julugan I - Mulawin - Paradahan I - Poblacion I | - Poblacion II - Poblacion III - Poblacion IV - Punta I - Sahud Ulan - Sanja Mayor - Santol - Tanauan - Tres Cruses - Lambingan - Amaya II - Amaya III - Amaya IV - Amaya V | - Amaya VI - Amaya VII - Daang Amaya II - Daang Amaya III - Julugan II - Julugan III - Julugan IV - Julugan V - Julugan VI - Julugan VII - Julugan VIII - Paradahan II - Punta II - Pulo ni eba |

## Kultur und Sehenswürdigkeiten

### Kulturveranstaltungen und Feste
- Sto. Niño Festival – Zweite Woche im Januar
- Araw ng Tanza – 26. Februar
- Hijas de Marias – gesamter Monat Mai
- Feast of San Juan – 24. Juni
- Feast of St. Augustine – 28. August
- Feast of the Holy Cross – 13. September
- Feast of the Resurrection – Ostersonntag

### Sehenswürdigkeiten
- Holy Cross Parish Church
- Casa Hacienda
- Hardin de Postemas
- Buenaflor Resort
- Mountsea Grand Resort

## Persönlichkeiten
- Felipe G. Calderon – Nationalheld, Vater der philippinischen Verfassung
- Justiniano S. Montano – Senator; Kongressabgeordneter
- Justo Torres – Richter des Supreme Supreme Courts der Philippinen
- Antero Soriano – Senator, Gouverneur
- Florentino Joya – Kongressabgeordneter
- Francisco Arca – Kongressabgeordneter
- Delfin Montano – Gouverneur
- Lino Bocalan – Gouverneur